# S & J Motor Engineers
S & J Motor Engineers war ein britischer Hersteller von Automobilen.

## Unternehmensgeschichte
Simon Hilton gründete 1984 das Unternehmen in Battle in der Grafschaft East Sussex. Er begann mit der Produktion von Automobilen und Kits. Der Markenname lautete S & J. 1986 endete die Produktion. Insgesamt entstanden etwa 48 Exemplare.

## Fahrzeuge
Das erste und bestverkaufte Modell war der Milano. Die Basis bildete ein Rohrrahmen-Fahrgestell. Darauf wurde eine Karosserie aus Fiberglas montiert. Das viersitzige Cabriolet ähnelte dem Konzeptfahrzeug Jaguar XJS von Pininfarina. Viele Teile kamen vom Alfa Romeo GTV. Von diesem Modell entstanden zwischen 1984 und 1986 etwa 43 Exemplare.
Der Sportiva erschien 1985 und blieb bis 1986 im Sortiment. Er war etwas kürzer und sportlicher ausgelegt als der Milano. Hiervon entstanden fünf Exemplare. Smith Auto Blast aus Birmingham unter Leitung von Lee Smith versuchte 1999 vergeblich, die Produktion fortzusetzen.
Ein Milano befand sich im September 2015 in den Händen eines Sammlers aus Süddeutschland.